# كأس الاتحاد الإنجليزي 1906–07
كأس الاتحاد الإنجليزي 1906–07 (بالإنجليزية: 1906–07 FA Cup)‏ هو الموسم 36 من  كأس الاتحاد الإنجليزي. أقيم خلال الفترة 22 سبتمبر 1906 وحتى 20 أبريل 1907، والذي يشرف على تنظيمه الاتحاد الإنجليزي لكرة القدم، وكان عدد الأندية المشاركة فيه  64، وفاز فيه شيفيلد وينزداي.